# Brørup Station
Brørup Station er en dansk jernbanestation i stationsbyen Brørup i Sydjylland.